# Essentials of Programming Languages
Essentials of Programming Languages (MIT Press, 2001. drugo izdanje, ISBN 0-262-06217-8) je knjiga koju su napisali Daniel P. Friedman, Mitchell Wand i Christopher T. Haynes o implementiranju programskih jezika, i uključuje interpretere napisane u Schemeu.

## Vidjeti također
- Lisp in Small Pieces